# 北菓楼
株式会社北菓楼（きたかろう）は、北海道砂川市に本社ある製菓メーカー・企業。「ホリホールディングス」の会社であり、グループ会社に「ホリ」がある。

## 概要
北菓楼は、ホリの自社商品を直接販売をするために会社を設立したことが始まりである。北海道産の原料にこだわっており、自社で栽培しているものもあるなど、すべての菓子を自社で製造している。直営店のほか、物産展に商品を出展している。

## 主な商品
北菓楼は、客室乗務員やパイロットが北海道のお土産としてシュークリームをまとめ買いしていったことが口コミで広がっていき人気を獲得していった。シュークリームは通信販売しておらず、物産展に出品してもあっという間に売り切れてしまう人気商品となっている。
- 北海道開拓おかき
- バウムクーヘン「妖精の森」
- シュークリーム
- ピスコット
- もりりん
- ハードゼリー「妖精のバラ」
- はまなすの恋
- 開拓煎餅きたまゑ

これら定番品の他に「クラシックショコラ 夢がさね（札幌本館限定）」「Cカップゆきプリン（大丸札幌店限定）」など店舗限定商品が存在する。取扱商品は公式サイトの各店舗案内に掲載されている。いずれも通販での取り扱いはない。

## 沿革
- 1991年（平成03年）：砂川ハイウェイオアシスに「北菓楼砂川ハイウェイオアシス館店」オープン[3]。
- 1993年（平成05年）：株式会社「北菓楼」となる[3]。
- 1996年（平成08年）：砂川本店オープン[3]。
- 2002年（平成14年）：小樽本館オープン[3][4]。
- 2011年（平成23年）：新千歳空港店オープン[3]。
- 2016年（平成28年）：北海道教育委員会と「北菓楼札幌本館（旧北海道立三岸好太郎美術館）活用事業に係る協定」締結[5]。札幌本館オープン[6]。
- 2018年（平成30年）：北海道立図書館と「相互協力協定」締結[7]。KITARARO Lオープン[8]。

## 店舗
「新千歳空港店」のほかにも空港内で北菓楼の商品を取扱っている店舗があるほか、北海道内の各空港や札幌駅の売店などでも取扱っている。「砂川本店」は喫茶フロアを併設しておるほか、「ドッグガーデン」や「北菓楼の森〜もりりんの森〜」が隣接している。また、『北海道地域文化選奨特別賞』と『企業市民文化賞』を受賞している。「小樽本館」は日藤小樽営業所の倉庫であった石造りの建物を利活用しており、「六花亭」の店舗が併設している。また、『小樽市都市景観賞』を受賞している。「札幌本館」は、1926年（大正15年）に摂政宮（後の昭和天皇）行啓記念事業の一環として御下賜金を元に北海道内初となる本格的な図書館「北海道庁立図書館」（現在の北海道立図書館）として開館した。設計は、北海道知事公館や北海道大学総合博物館などを担当した萩原惇正を中心とする道庁建築家技師たちによるものである。その後、「北海道立美術館」、「北海道立三岸好太郎美術館」、「北海道立文書館」の別館として使用し、1990年（平成2年）には「さっぽろ・ふるさと文化百選」に選定されたが、2014年（平成26年）に閉鎖した。同年に北菓楼は建物を取得して歴史的価値を生かしたリノベーションを行い、基本デザインは安藤忠雄が手掛けた。館内はショップのほかに三岸好太郎の作品を展示する「ミギシ・サテライト」、カフェ、ライブラリー、メモリアルルームがある。建物は『グッドデザイン賞』、『北海道赤レンガ建築賞』大賞、『BELCA賞』ベストリフォーム部門などの各賞を受賞している。
- 砂川本店 - 砂川市西1条北19丁目2-1
- 砂川ハイウェイオアシス館店 - 砂川市北光336
- 札幌本館 - 札幌市中央区北1条西5丁目1-2
- KITAKARO L - 札幌市中央区北1条西17丁目1-1
- 小樽本館 - 小樽市堺町7-22
- 新千歳空港店 - 千歳市美々 新千歳空港ターミナルビル2階
- 札幌エスタ店 - 札幌市中央区北5条西2丁目 札幌エスタ地下1階
- 大丸札幌店 - 札幌市中央区北5条西4丁目7 大丸札幌店地下1階

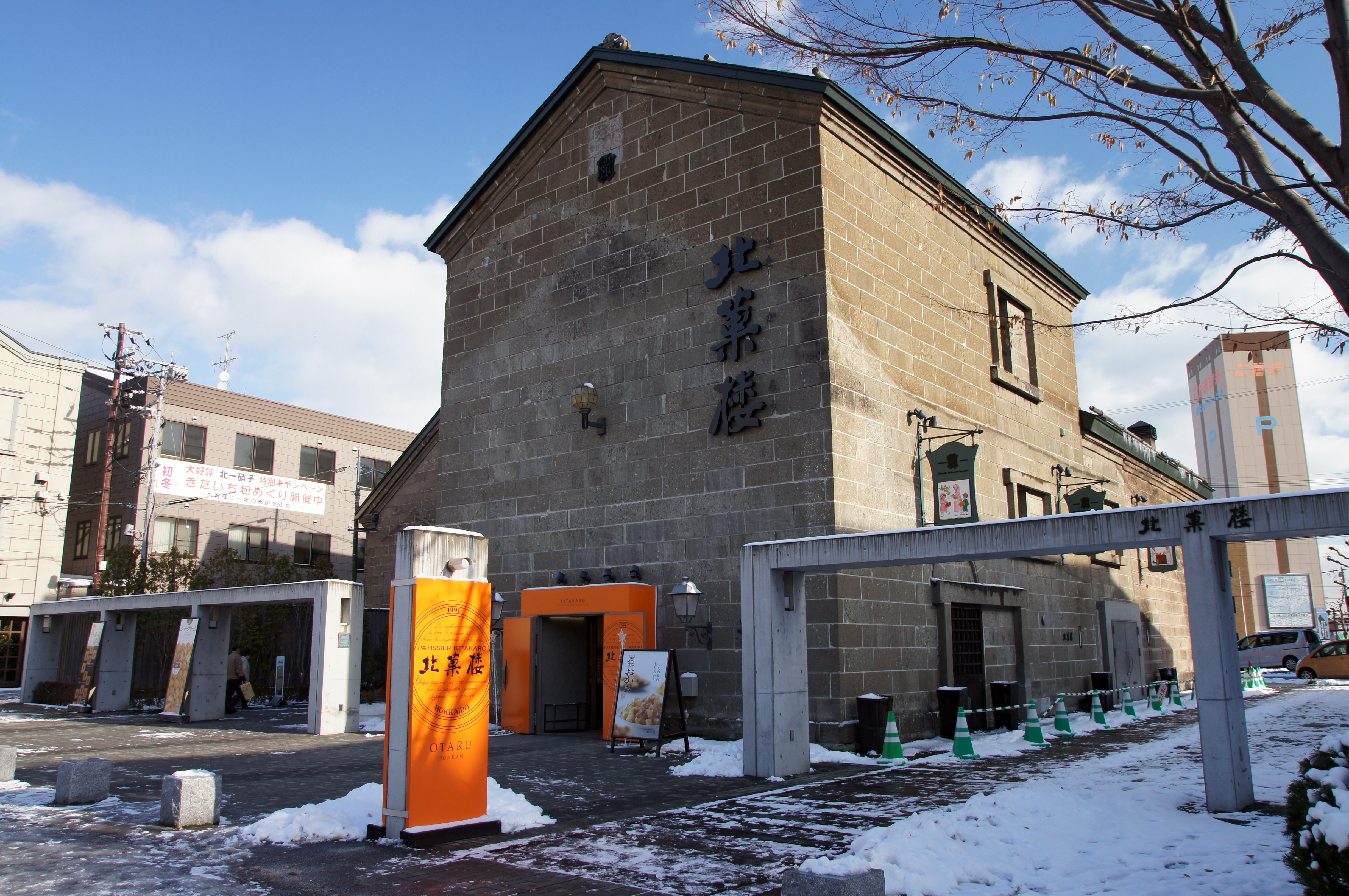
小樽本館（2011年11月）
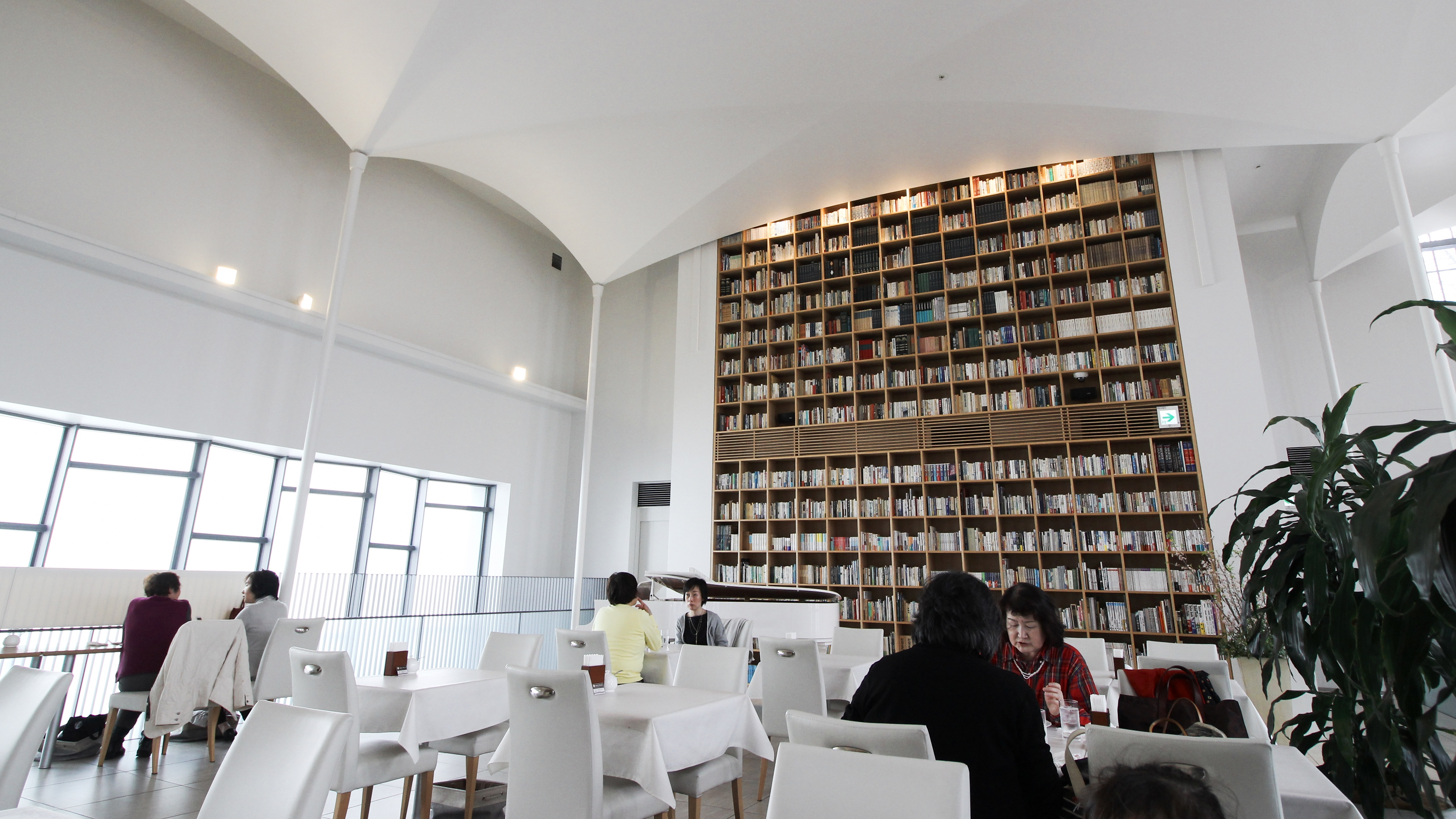
北菓楼・札幌本館（2019年4月）